# Theridiidae
Theridiidae Sundevall, 1833 è una famiglia di ragni appartenente all'infraordine Araneomorphae. Questa famiglia include il genere Latrodectus, fra le cui specie è la famosa vedova nera.

## Etimologia
Il nome deriva dal greco antico θηρίδιον?, thērìdion cioè "animaletto", per le dimensioni ridotte dei ragni di questa famiglia.

## Caratteristiche
Detti anche ragni dalle ragnatele aggrovigliate, in inglese tangle-web spiders per gli intrecci e la struttura particolare delle loro tele. Sono Entelegynae, cioè i loro organi genitali femminili sono appiattiti sotto l'opistosoma e per nulla manifesti; sono inoltre sprovvisti di cribellum e quindi filano la tela aiutandosi con i tarsi del quarto paio di zampe. sono molto colorati e mostrano sul proprio corpo dei disegni.

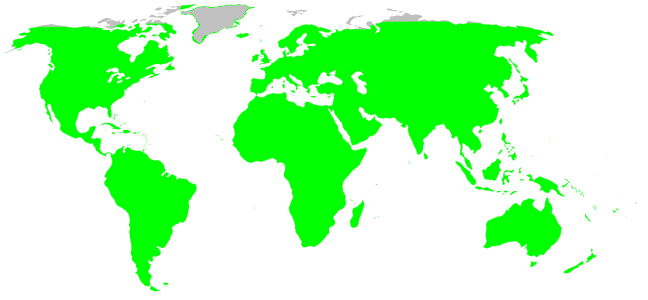
Theridiidae, distribuzione

## Comportamento
Alcuni generi sono cleptoparassitici, ad esempio Faiditus e Argyrodes che vivono sulle tele di altri ragni, prendendosi piccole prede che vi rimangono invischiate, prede già uccise dal ragno principale e non ancora divorate, e anche pezzi di ragnatela, addirittura a volte assaltano e divorano il ragno che l'ha costruita.
Molti Theridiidae intrappolano insetti costruendo strutture appiccicose con la tela anche a livello del suolo o del pavimento dove formiche e altri insetti vi rimangono invischiati.

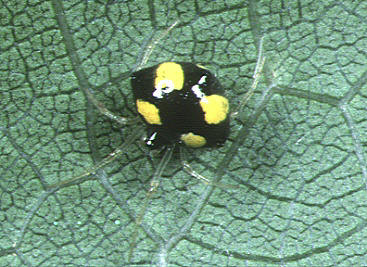
Theridula gonygaster, femmina

## Distribuzione
Pressoché cosmopoliti, ad eccezione della Groenlandia e delle regioni artiche e antartiche.

## Tassonomia
Attualmente, a novembre 2020, si compone di 124 generi e 2510 specie; la sistematica di questi ragni è in continua evoluzione dal punto di vista filogenetico, grazie anche a notevoli progressi nello studio della morfologia dei vari generi e nelle approfondite conoscenze molecolari.
La seguente classificazione in sottofamiglie segue quella adottata dall'entomologo Joel Hallan:
- Argyrodinae
- Hadrotarsinae
- Latrodectinae Petrunkevitch, 1928
- Pholcommatinae Simon, 1894
- Sphintharinae
- Theridiinae
- incertae sedis

### Generi in ordine alfabetico
Di seguito l'elenco dei generi di questa famiglia in ordine alfabetico:
1. Achaearanea Strand, 1929 - pressoché cosmopolita
2. Achaearyopa Barrion & Litsinger, 1995 - Filippine
3. Achaeridion Wunderlich, 2008 - Europa, Russia
4. Allothymoites Ono, 2007 - Giappone
5. Ameridion Wunderlich, 1995 - America centrale, Messico
6. Anatea Berland, 1927 - Nuova Caledonia
7. Anatolidion Wunderlich, 2008 - Turchia
8. Anelosimus Simon, 1891 - pressoché cosmopolita
9. Argyrodella Saaristo, 2006 - Isole Seychelles
10. Argyrodes Simon, 1864 - cosmopolita
11. Ariamnes Thorell, 1869 - Hawaii, Argentina, Cina, Costarica, Australia, Africa centrale, Brasile
12. Asagena Sundevall, 1833[3] - regione paleartica
13. Asygyna Agnarsson, 2006 - Madagascar
14. Audifia Keyserling, 1884 - Brasile, Guinea-Bissau, Congo
15. Bardala Saaristo, 2006 - atollo di Aldabra
16. Borneoridion Deeleman & Wunderlich, 2011 - Borneo
17. Brunepisinus Yoshida & Koh, 2011 - Borneo
18. Cabello Levi, 1964 - Venezuela
19. Cameronidion Wunderlich, 2011 - Malaysia
20. Campanicola Yoshida, 2015 - Taiwan, Cina, Corea, Giappone
21. Canalidion Wunderlich, 2008 - USA, Canada, Norvegia, Finlandia, Russia
22. Carniella Thaler & Steinberger, 1988 - Thailandia, Cina, Sumatra, Angola, Belgio, Austria, Germania
23. Cephalobares O. P.-Cambridge, 1870 - Sri Lanka
24. Cerocida Simon, 1894 - Venezuela, Brasile, Guyana
25. Chikunia Yoshida, 2009 - Russia, Cina, Corea, Giappone
26. Chorizopella Lawrence, 1947 - Sudafrica
27. Chrosiothes Simon, 1894 - Americhe, Cina, Corea, Giappone
28. Chrysso O. P.-Cambridge, 1882 - pressoché cosmopolita
29. Coleosoma O. P.-Cambridge, 1882 - cosmopolita
30. Coscinida Simon, 1895 - regioni intertropicali
31. Craspedisia Simon, 1894 - Brasile, Cina, Hispaniola
32. Crustulina Menge, 1868 - regione olartica e paleartica
33. Cryptachaea Archer, 1946[4] - pressoché cosmopolita
34. Cyllognatha L. Koch, 1872 - Isole Samoa, India, Isola Lord Howe
35. Deelemanella Yoshida, 2003 - Borneo
36. Dipoena Thorell, 1869 - pressoché cosmopolita
37. Dipoenata Wunderlich, 1988 - Venezuela, Panama, Brasile, Isole Canarie, Malta
38. Dipoenura Simon, 1908 - Cina, Vietnam, Sierra Leone
39. Echinotheridion Levi, 1963 - Brasile, Argentina, Venezuela, Isole Canarie
40. Emertonella Bryant, 1945 - dagli USA all'Argentina, dallo Sri Lanka alle Isole Ryukyu
41. Enoplognatha Pavesi, 1880 - cosmopolita
42. Episinus Walckenaer, in Latreille, 1809 - pressoché cosmopolita
43. Euryopis Menge, 1868 - America settentrionale, Africa centrale, Kazakistan, Giappone, Italia, Francia, Spagna, Cina
44. Eurypoena Wunderlich, 1992 - Isole Canarie
45. Exalbidion Wunderlich, 1995 - dalle Indie Occidentali al Brasile
46. Faiditus Keyserling, 1884 - Americhe, Myanmar, Giappone
47. Gmogala Keyserling, 1890 - Nuova Guinea, Australia
48. Grancanaridion Wunderlich, 2011 - isole Canarie
49. Guaraniella Baert, 1984 - Paraguay, Brasile
50. Hadrotarsus Thorell, 1881 - Tasmania, Nuova Guinea, Taiwan
51. Helvibis Keyserling, 1884 - Brasile, Perù, Cile, Panama
52. Helvidia Thorell, 1890 - Sumatra
53. Hentziectypus Archer, 1946[4] - dagli USA al Venezuela, Cuba
54. Heterotheridion Wunderlich, 2008 - regione paleartica
55. Hetschkia Keyserling, 1886 - Brasile
56. Histagonia Simon, 1895 - Sudafrica
57. Icona Forster, 1955 - Isole Auckland, Isole Campbell
58. Jamaitidion Wunderlich, 1995 - Giamaica
59. Janula Strand, 1932 - Borneo, Brasile, Myanmar, Panama, Piccole Antille, Bolivia, Perù, Australia (Queensland), Paraguay, Vietnam, Singapore, Sri Lanka
60. Keijiella Yoshida, 2016 - Cina, Taiwan, Laos, Corea, Giappone
61. Kochiura Archer, 1950 - Cile, Isole Canarie, Isole Capo Verde, Brasile
62. Landoppo Barrion & Litsinger, 1995 - Filippine
63. Lasaeola Simon, 1881 - regione olartica
64. Latrodectus Walckenaer, 1805 - cosmopolita
65. Macaridion Wunderlich, 1992 - Madeira
66. Magnopholcomma Wunderlich, 2008 - Queensland (Australia)
67. Meotipa Simon, 1894 - India, Indonesia, Cina, Filippine, Thailandia, Laos, Africa tropicale
68. Molione Thorell, 1892 - Borneo, Malaysia, Singapore, Sumatra, Taiwan
69. Moneta O. P.-Cambridge, 1870 - Australia, Nuova Zelanda, dall'Africa a Taiwan, Cina, Corea
70. Montanidion Wunderlich, 2011 - Malaysia
71. Nanume Saaristo, 2006 - Isola di Aldabra
72. Neopisinus Marques, Buckup & Rodrigues, 2011 - Americhe
73. Neospintharus Exline, 1950 - Messico, USA, Brasile, Cina, Corea, Giappone
74. Neottiura Menge, 1868 - regione olartica
75. Nesopholcomma Ono, 2010 - Giappone
76. Nesticodes Archer, 1950 - regione pantropicale
77. Nihonhimea Yoshida, 2016 - India, Filippine, Cina, Laos, Corea, Giappone
78. Nipponidion Yoshida, 2001 - Giappone
79. Nojimaia Yoshida, 2009 - Giappone
80. Ohlertidion Wunderlich, 2008 - regione olartica
81. Okumaella Yoshida, 2009 - Giappone
82. Paidiscura Archer, 1950 - dal Nordafrica al Medio Oriente, dal Mediterraneo occidentale all'Uzbekistan
83. Parasteatoda Archer, 1946 - cosmopolita
84. Paratheridula Levi, 1957 - dagli USA al Cile
85. Pholcomma Thorell, 1869 - USA, Europa, Nordafrica, Azerbaigian, Giappone, Cina, Brasile, Argentina
86. Phoroncidia Westwood, 1835 India, Giappone, Guinea equatoriale, USA, Canada, Madagascar, Filippine, Sumatra
87. Phycosoma O. P.-Cambridge, 1879 - pressoché cosmopolita
88. Phylloneta Levi, 1957[5] - regione olartica e paleartica
89. Platnickina Koçak & Kemal, 2008 - regione olartica e pantropicale
90. Proboscidula Miller, 1970 - Angola, Ruanda
91. Propostira Simon, 1894 - India, Sri Lanka
92. Pycnoepisinus Wunderlich, 2008 - Kenya
93. Rhomphaea L. Koch, 1872 - Mozambico, Brasile, Argentina, Celebes, Cina, Tanzania, Giappone, Nuova Zelanda
94. Robertus O. P.-Cambridge, 1879 - regione olartica e paleartica
95. Ruborridion Wunderlich, 2011 - Mediterraneo
96. Rugathodes Archer, 1950 - Regione olartica
97. Sardinidion Wunderlich, 1995 - Europa, Russia, Ucraina, Nordafrica
98. Selkirkiella Berland, 1924 - Cile
99. Sesato Saaristo, 2006 - Isole Seychelles
100. Seycellesa Koçak & Kemal, 2008 - Isole Seychelles
101. Simitidion Wunderlich, 1992 - regione olartica
102. Spheropistha Yaginuma, 1957 - Giappone, Taiwan, Cina, Corea
103. Spinembolia Saaristo, 2006 - Isole Seychelles
104. Spintharus Hentz, 1850 - dagli USA alla Bolivia, Brasile
105. Steatoda Sundevall, 1833 - cosmopolita
106. Stemmops O. P.-Cambridge, 1894 - dagli USA a Panama, Brasile, Bolivia, Cina, Corea, Giappone
107. Stoda Saaristo, 2006 - Isole Seychelles
108. Styposis Simon, 1894 - dagli USA alla Colombia, Venezuela, Brasile, Congo, Cile
109. Takayus Yoshida, 2001 - Cina, Corea, Giappone, Russia
110. Tamanidion Wunderlich, 2011 - Malaysia
111. Tekellina Levi, 1957 - Brasile, USA
112. Theonoe Simon, 1881 - Francia, Spagna, Romania, Russia, Ucraina, Tanzania, Germania, USA, Canada
113. Theridion Walckenaer, 1805 - cosmopolita
114. Theridula Emerton, 1882 - cosmopolita
115. Thwaitesia O. P.-Cambridge, 1881 - da Panama al Paraguay, Sumatra, Algeria, Tanzania, Madagascar
116. Thymoites Keyserling, 1884 - pressoché cosmopolita
117. Tidarren Chamberlin & Ivie, 1934 - Africa, dagli USA all'Argentina, Yemen
118. Tomoxena Simon, 1895 - Sumatra, Giava, India
119. Wamba O. P.-Cambridge, 1896 - dal Canada al Brasile, Indie Occidentali
120. Wirada Keyserling, 1886 - Venezuela, Ecuador, Perù, Brasile
121. Yaginumena Yoshida, 2002 - Giappone, Abkhazia, Corea, Azerbaigian, Russia, Cina
122. Yoroa Baert, 1984 - Nuova Guinea, Queensland (Australia)
123. Yunohamella Yoshida, 2007 - Russia, Corea, Giappone, regione olartica
124. Zercidium Benoit, 1977 - Isola di Sant'Elena

## Generi trasferiti
- Monetoculus Wunderlich, 2008[6] - Malaysia
- Seycellocesa Koçak & Kemal, 2008[7] - Isole Seychelles, regione paleartica